# گاگارکا
گاگارکا (به لاتین: Gagarka) یک منطقهٔ مسکونی در روسیه است که در جمهوری آلتای واقع شده‌است.